# Liu Shaoqi
Acesta este un nume chinezesc; numele de familie este Liu.
Liu Shaoqi (Liu Șao-ci) (n. 24 noiembrie 1898, Ningxiang City⁠(d), Hunan⁠(d), Dinastia Qing – d. 12 noiembrie 1969, Kaifeng, Republica Populară Chineză) a fost un om de stat, teorist și revoluționar chinez. A fost Președinte al Republicii Populare Chineze din 27 aprilie 1959 până pe 31 octombrie 1968, timp în care a ajutat economia Chinei. Din anii următori, el a fost văzut de Mao Zedong ca o amenințare foarte mare. A fost exclus din Partidul Comunist Chinez, numit capitalist și trădător. El a decedat la sfârșitul anului 1969, ucis în bătaie de Gărzile roșii, pe timpul lui Mao. Totuși, în timpul lui Deng Xiaoping, înmormântarea lui a fost una de stat.